# Sjeverozapadni bantu jezici zone C
Sjeverozapadni bantu jezici zone C, jedna od 3 uže skupine sjeverozapadnih bantu jezika iz DR Konga, Konga i Srednjoafričke Republike. Obuhvaća ukupno (69) jezika, to su:
a. Bangi-Ntomba (C.40) (27): babango, baloi, bamwe, bangala, bangi, boko, bolia, boloki, bolondo, bomboli, bomboma, bozaba, budza, dzando, libinza, likila, lingala, lobala, lusengo, mabaale, moi, ndobo, ndolo, ntomba, sakata, sengele, yamongeri;
b. Bushong (C.90) (5): bushoong, dengese, lele, songomeno, wongo;
c. Kele (C.60) (6): foma, kele, lombo, poke, so, mbesa;
d. Mbosi (C.30) (6): akwa, koyo, likwala, likuba, mboko, mbosi;
e. Mongo (C.70) (4): lalia, mongo-nkundu, ngando, ombo;
f. Ngando (C.10) (2): ngando, yaka;
g. Ngombe (C.50) (8): bwa, bwela, kango, ligenza, ngelima, ngombe, pagibete, tembo;
h. Ngundi (C.20) (6): bomitaba, bongili, dibole, mbati, ngundi, pande;
i. Tetela (C.80) (5): kela, kusu, nkutu, tetela, yela
j. (C.80) (1): kela

## Vanjske poveznice
- Ethnologue (14th)
- Ethnologue (15th)